# Františkánská (Brno)
Františkánská ulice je ulice v historickém centru Brna. Je dlouhá 151 m a spojuje Masarykovu ulici s ulicí Josefskou. Část Františkánské ulice se rozšiřuje do plochy náměstíčka, které je neoficiálně označováno jako Římské náměstí.
Ulice Františkánská se nachází v místech původní středověké židovské čtvrti. Židé byli z Brna vyhnáni v roce 1454 na základě nařízení krále Ladislava Pohrobka a jejich synagoga byla následně využívána křesťanským obyvatelstvem jako kostel svaté Máří Magdalény. Ten byl v 17. století zbořen a nahrazen novostavbou, vedle níž také vznikl františkánský klášter.